# 三浦文夫 (福祉学者)
三浦 文夫（みうら ふみお、1928年9月5日 - 2015年8月3日）は、日本の社会福祉学者、日本社会事業大学名誉教授。

## 生涯
東京生まれ。1952年東京大学文学部社会学科卒業、1954年同大学院修士課程修了、中部社会事業短期大学助教授、1957年日本福祉大学助教授、1965年社会保障研究所研究部長、1981年日本社会事業大学教授、1991～1995年学長、1997年定年退職、名誉教授、武蔵野女子大学特任教授、2004年武蔵野大学名誉教授。身体障害者福祉審議会会長など政府審議会委員、東京都社会福祉審議会委員長、全国介護養成施設協会理事などを務める。日本地域福祉学会顧問、日本社会福祉学会名誉会員。

## 著書
- 『社会福祉経営論序説 政策の形成と運営』碩文社 1980
- 『社会福祉政策研究 社会福祉経営論ノート』全国社会福祉協議会 1985
- 『高齢化社会ときみたち 21世紀にはどうなる』岩波ジュニア新書 1988
- 『社会保障』人事院公務員研修所監修 ぎょうせい 公務員研修双書　1999

### 共編著
- 『老人はどこで死ぬか 老人福祉の課題』佐口卓,森幹郎共著 至誠堂 1970
- 『地域活動の方法』橋本正己共編 全国社会福祉協議会 1973
- 『地域活動論 保健と福祉のコミュニティ・ワーク』橋本正己共編 全国社会福祉協議会 1973
- 『老後の生活と保障』吉田秀夫共著 家の光協会 1973
- 『社会学講座 15 社会福祉論』編 東京大学出版会 1974
- 『社会福祉教室 健康で文化的な生活の原点を探る』仲村優一,阿部志郎共編 有斐閣選書 1977
- 『図説老人白書』曽田長宗共編 碩文社 1979
- 『現代老人ホーム論』小笠原祐次共編著 全国社会福祉協議会 1981
- 『高齢化社会と社会保障』小林節夫共編 中央法規出版 高齢化社会シリーズ 1981
- 『講座社会福祉 3 社会福祉の政策』三友雅夫共編 有斐閣 1982
- 『高齢化社会への道』岡崎陽一共編 中央法規出版 高齢化社会シリーズ 1982
- 『講座社会福祉 8 高齢化社会と社会福祉 老人福祉・障害者福祉・地域福祉』忍博次共編 有斐閣 1983
- 『高齢化社会と生活空間』荒木兵一郎共編 中央法規出版 高齢化社会シリーズ 1985
- 『社会福祉通論』編著 第一法規出版 1990
- 『社会福祉の現代的課題 地域・高齢化・福祉』編 サイエンス社 ライブラリ社会学 1993
- 『痴呆症を介護する』柄沢昭秀共編 朝日文庫 1994
- 『老いて学ぶ老いて拓く 世田谷区老人大学・生涯学習への挑戦』編著 ミネルヴァ書房 Minerva福祉ライブラリー 1996
- 『ともに生きる 老人福祉』大西英樹漫画 実教出版 マンガとおはなしでたどるヒューマンライフ・シリーズ 1996
- 『福祉サービスの基礎知識 人間一代の福祉サービス利用がこれ一冊でわかる!』編著 自由国民社 1997
- 『社会福祉の新次元 基礎構造改革の理念と針路』橋本正明,小笠原浩一共編　中央法規出版 1999
- 『介護サービスの基礎知識 正しい知識とサービスが上手に使える実用介護事典』竹内孝仁共編著 自由国民社 2001
- 『講座戦後社会福祉の総括と二一世紀への展望 3　政策と制度』田端光美、高橋絋士、古川孝順共編 ドメス出版 2002
- 『社会福祉概論』編著 建帛社 Nブックス　2002
- 『社会福祉通論30講』宇山勝儀共著 光生館 2003
- 『地域福祉の源流と創造』右田紀久恵,大橋謙策共編著 中央法規出版 2003
- 『社会福祉エッセンス 基本と最新動向がすばやく学べる』編著 自由国民社 2005

### 翻訳
- R.M.ティトマス『社会福祉と社会保障 新しい福祉をめざして』監訳 東京大学出版会 1971
- N.ロバーツ『老人問題』監訳 東京大学出版会 UP選書　1972
- ピーター・タウンゼント編著『貧困の概念』監訳 国際社会福祉協議会日本国委員会 1974
- ジョン・C.キャンベル『日本政府と高齢化社会 政策転換の理論と検証』坂田周一共監訳 中央法規出版 1995
- デヴィッド・B.ウルフ『エイジレスマーケット シルバーマーケット攻略のための戦略』吉田隆幸共監訳 中央法規出版 1996

## 参考
- 三浦文夫教授年譜及び業績目録 日本社会事業大学研究紀要 1997-12
- 体験的福祉論--最終講義にかえて〔含 三浦文夫先生略歴と主要著書〕 (2002年現代社会学部退職教授記念特集) 三浦文夫 武蔵野大学現代社会学部紀要 (5), 2004
- 『現代日本人名録』2002年